# Mercè Piqueras i Carrasco
Mercè Piqueras i Carrasco ( Barcelona 1944), es una bióloga barcelonesa jubilada, dedicada a la divulgación y la edición científicas, sobre todo en lengua catalana. Ha sido presidenta de la Asociación Catalana de Comunicación Científica (2006-2011), vicepresidenta de la Sociedad Catalana de Historia de la Ciencia y de la Técnica (2009-2011), y vocal de lexicografía de la Sociedad Catalana de Biología. Fue Associate Editor de la revista International Microbiology, y miembro del comité editorial de las revistas Treballs de la Societat Catalana de Biologia y Panacea (revista de traducción en biología y medicina). Es coautora de los libros Orígenes, del big bang al tercer milenio (Antinea 2000), Passejades per la Barcelona científica (Publ. Ayuntamiento de Barcelona, 2002; 3ª ed. 2006; publicada también en español e inglés), y Lynn Margulis Once Upon a Time (2013), autora de Cròniques de l'altra veritat (Ed. Rubes, premio de Literatura Científica 2004, de la Fundación Catalana para la Investigación). Ha colaborado en diversos medios de comunicación haciendo divulgación de la ciencia, entre otros: en Eco (1997), el Diario de Barcelona Digital(1998-1999), el diario Avui(1999-2006), la revista Mètode, el programa de ràdio «Bojos per la ciència», de Ràdio Estel (2000–2001), la revista Planeta Humano (2002) y la revista electrónica enredando. Actualmente colabora en la sección de ciencia del periódico Ara.
Fue socia de la Asociación de Escritores en Lengua Catalana. En 2003 recibió la Medalla de Honor de Barcelona, por su vinculación con el colectivo de Mujeres de Les Corts, por su colaboración a la Comisión para la igualdad de la Mujer del Consejo de Distrito, por su trabajo como miembro del Consejo de Mujeres de Barcelona y también como miembro del Jurado de los premios M. Aurèlia Capmany y de los premios M Ángeles Rivas Ureña. Ha colaborado con Lynn Margulis, ha divulgado sus teorías y ha traducido algunos de sus textos; también ha estudiado la figura y obra de la bióloga Rachel Carson que advirtió del peligro de los plaguicidas organoclorados.